# Gaston Heuet
Gaston Heuet (ur. 11 listopada 1892 w Buenos Aires, zm. 18 stycznia 1979 w Grandvilliers) – francuski lekkoatleta (długodystansowiec), medalista olimpijski z 1924.
Wystąpił na igrzyskach olimpijskich w 1912 w Sztokholmie. Zakwalifikował się do finału biegu na 10 000 metrów, ale w nim nie wystąpił. Nie ukończył biegu eliminacyjnego na 5000 metrów.
Zdobył brązowy medal w biegu na 5000 metrów na igrzyskach sojuszniczych w 1919. Na igrzyskach olimpijskich w 1920 w Antwerpii zajął 8. miejsce indywidualnie w biegu przełajowym, a drużynowo był wraz z kolegami piąty. Zajął 4. miejsce w drużynowym biegu na 3000 metrów. Nie ukończył biegu finałowego na 10 000 metrów.
Zdobył brązowy medal w drużynie w biegu przełajowym na igrzyskach olimpijskich w 1924 w Paryżu (wraz z Henrim Lauvaux i Maurice’em Norlandem), a indywidualnie zajął w tym biegu 10. miejsce. Bieg był rozgrywany w upale i ukończyło go tylko 15 zawodników na 38 startujących. Heuet wystąpił na tych igrzyskach również w biegu na 10 000 metrów, w którym zajął 12. miejsce.
Był mistrzem Francji w biegu na 10 000 metrów w 1920 i 1924 oraz w biegu na 5000 metrów w 1922, wicemistrzem w biegu przełajowym w 1923 oraz brązowym medalistą w biegu na 5000 metrów w 1913.